# Оборотно-сальдовая ведомость

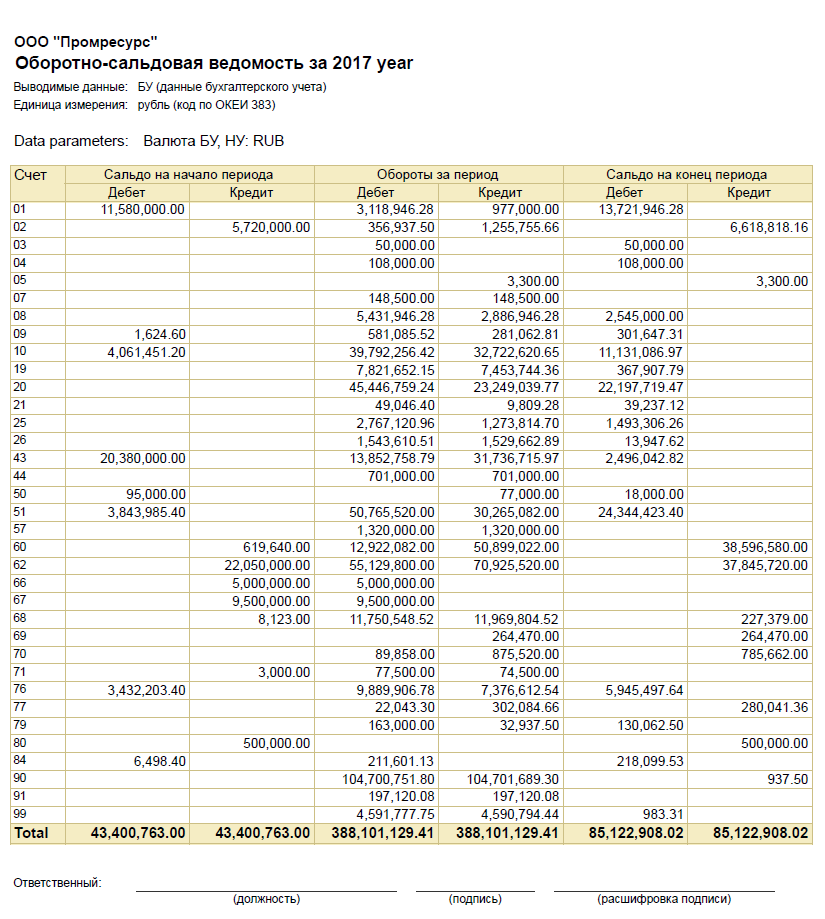
Оборотно-сальдовая ведомость за 2017 год

Оборотно-сальдовая ведомость (ОСВ) — один из основных бухгалтерских документов, содержит остатки на начало и на конец периода и обороты по дебету и кредиту за данный период для каждого счёта, субсчёта.
Из оборотно-сальдовой ведомости формируется бухгалтерский баланс путём расчёта сальдо по бухгалтерским счетам и перенесения их в сам баланс. Оборотно-сальдовые ведомости используются для проверки бухгалтерских записей на наличие арифметических ошибок.

## Определение
Оборотно-сальдовая ведомость (ОСВ) — это одна из форм оборотной ведомости, служащей для обобщения данных по бухгалтерским счетам за отчётный период. ОСВ составляется по счетам, по которым отражаются дебетовые и кредитовые обороты за период, начальное и конечное сальдо; затем подсчитываются итоги граф; проверяется равенство дебета и кредита начального сальдо, дебетового и кредитового оборота за период; дебета и кредита конечного сальдо.

## Оборотно-сальдовая ведомость в анализе
Оборотно-сальдовая ведомость очень часто используется в анализе:
- Для анализа показателей, которые нельзя рассчитать по данным бухгалтерского баланса и отчета о финансовых результатах.
- Для анализа ситуации на каждую конкретную дату, а не на конец отчетного периода, что необходимо для ведения управленческого учета.
- Для использования методики анализа, основанной на показателях аналитического учёта.